# Massarina balnei-ursi
Massarina balnei-ursi är en svampart som tillhör divisionen sporsäcksvampar, som först beskrevs av Heinrich Rehm och som fick sitt nu gällande namn av Kerstin Holm och Lennart Holm. 
Massarina balnei-ursi ingår i släktet Massarina och familjen Massarinaceae. Arten är reproducerande i Sverige.